# Karl-Ludvig Bugge
Karl-Ludvig Bugge, född den 1 september 1915 i Kristiania, död den 31 augusti 1987 på samma ort, var en norsk manusförfattare, skådespelare och författare.

## Filmografi
Manus
- 1952 – Det kunne vært deg
- 1955 – Ute blåser sommarvind

Skådespelare
- 1955 – Bedre enn sitt rykte
- 1955 – Ute blåser sommarvind
- 1960 – Venner

Övrigt
- 1952 – Det kunne vært deg – assisterande regissör